# Palazzo del Monte di Pietà (Crema)
L'ex palazzo del Monte di Pietà è un edificio storico di Crema, commissionato dall'ente nel 1569, concluso nel 1586 e sede dell'istituzione fino all'anno 1991.

## Storia

### Gli ebrei a Crema
Il primo documento noto che attesta una presenza ebraica è piuttosto tardo rispetto alle città vicine (Soncino, Cremona) e risale all'anno 1447 quando Crema era divenuta possesso dell'effimera Repubblica Ambrosiana e il governo cittadino chiedeva ai nuovi capitani meneghini di confermare le agevolazioni nei confronti degli ebrei già concesse dal Duca di Milano, indizio che la comunità, comunque, vi stanziava già da tempo.
A partire dall'anno 1450, quando da un anno Crema era divenuta possedimento della Repubblica di Venezia, sono note una serie di condotte più volte revisionate, sorta di atti che regolavano la vita degli ebrei, i tassi di interesse da applicare nella loro attività principale ossia il prestito, il loro rapporto con gli altri cittadini, inizialmente piuttosto libertarie e gradualmente più restrittive come, ad esempio, l'obbligo di cucire sul petto una stella gialla quale segno di riconoscimento..
Gli ebrei di Crema, che stanziavano nella Contrada del Ghirlo, nel 1468 chiesero al Gran Consiglio cittadino di aprire una sinagoga, accettando persino un aumento del censo annuo, ma il Doge di Venezia negò l'autorizzazione.

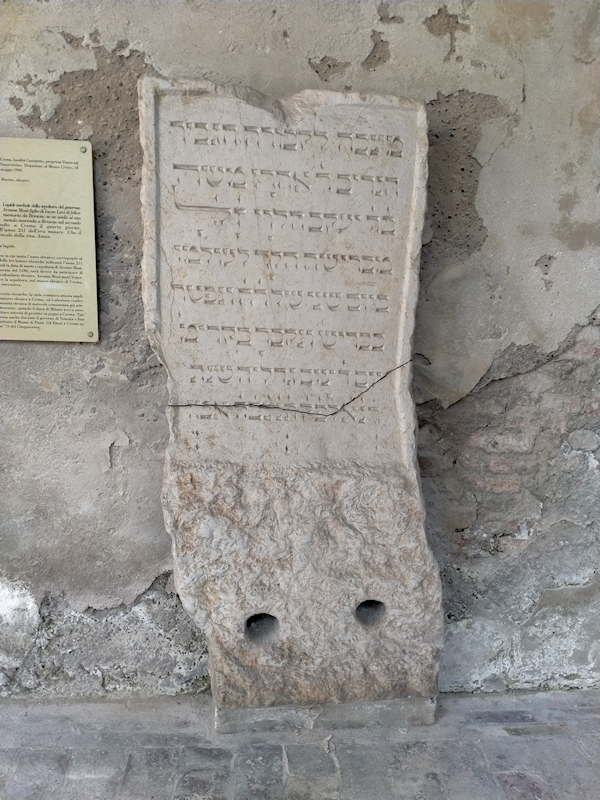
La lapide tombale con caratteri ebraici ora esposta presso il Museo civico di Crema e del Cremasco

È accertato, invece, che agli ebrei era concesso tenere un cimitero la cui ubicazione esatta è ignota, certamente fuori le mura; se già il Canobio nel XIX secolo citava il rinvenimento di una lapide tombale senza indicare né luogo del ritrovamento né la destinazione, più significativa è quella recuperata nel 1960 in una proprietà Vimercati Sanseverino in buono stato di conservazione; vi viene citato in caratteri ebraici Aronne Mosè figlio di Iacov Levi, deceduto a Brescia il secondo giorno di tishri nell'anno 251 dell'era minore e sepolto a Crema. La data coincide con il 17 settembre dell'anno 1490 del calendario cristiano.
Non vi è alcuna fonte certa che attesti quando la comunità ebraica abbandonò Crema.
Contrada del Ghirlo era l'antica denominazione di Via Camillo Benso, conte di Cavour nel tratto tra il Piazzol di San Francesco (Piazza Madeo) e la Stretta degli Orefici o Stretta del Ghetto; la denominazione sopravviveva ancora nella cartografia del XIX secolo ma proseguiva a mezzogiorno fino alla Contrada di San Marino, all'altezza dell'attuale piazza Aldo Moro. La Stretta degli Orefici era una via di larghezza esigua che verso la metà del XIX secolo fu allargata e nel 1873 venne intitolata ad Alessandro Manzoni. Quindi la comunità ebraica di Crema risiedeva, pressappoco, nell'isolato tra via Manzoni, via Cavour e via Forte. Quanto al toponimo Ghirlo, lo Zavaglio ipotizzava che indicasse idealmente un perno di su cui gira qualcosa, come l'irradiazione delle vie cittadine da un centro. Più analitico lo studio di Carlo Piastrella che lo dava originario da girolus, gyrolus, ghirolus, derivato a sua volta da gyrus , termine che stava a indicare una cinta muraria.

### Il Monte di Pietà: XV-XVI secolo
Nati come soccorso alle classi meno abbienti, ma anche in chiave antiebraica, i monti di pietà si diffusero nel corso del XV secolo; il Monte di Pietà di Crema nacque a seguito della delibera del Gran Consiglio cittadino datata 24 aprile 1496; in realtà questo atto fu una sorta di ufficializzazione: lo stesso Gran Consiglio, infatti, aveva già stanziato per la sua fondazione 200 ducati – derivati dai proventi del dazio sui panni di lino –  il 20 maggio 1492, probabilmente sull'onda delle predicazioni di Ludovico della Torre; il 15 luglio dell'anno successivo aveva adottato il regolamento stilato ispirandosi a quello del Monte di Pietà di Padova. La delibera locale fu ratificata con ducale del Governo veneto il 12 luglio 1496.
Principale propugnatore fu il predicatore Michele d'Aquis (Michele d'Acqui, Michele dell'Acque, Michele dell'Acqua), minore osservante che venne eletto assieme ad altri dieci cittadini (Scipione Benzoni, Manfredo Lucini, Andrea Martinengo, Bartolomeo Canevari, Antonio De' Capitani, Bartolomeo Marcone Vimercati, Giacomino Zurla, Obizio De' Almenno, Giovanni Antonio Alfieri, Matteo Bravi) nel primo Consiglio dell'istituzione. Il religioso fu sostenitore di generose elargizioni, di una colletta concomitante con la processione del Corpus Domini, autore di una competizione tra le quattro porte della città, senza contare le donazioni di nobili, clero, proventi da sottoscrizioni. Per un decennio rimase attiva anche una sorta di confraternita che devolveva attraverso i versamenti degli aderenti volontari una somma per la cassa del Monte.
Per quanto attiene all'ubicazione, il Monte non ebbe per i primi decenni di vita una propria sede; fu ospitato inizialmente nella casa di Jacopo Zurla, quindi in una casa del nobile Bernardino Bremaschi; ulteriore trasferimento nell'abitazione di tale Nicola Leale, peraltro già concessa precedentemente agli ebrei per la loro attività, dove rimase fino al completamento del palazzo che ne divenne la definitiva sede nel 1586.
Nel frattempo, nell'anno 1514, il Monte fu oggetto di una spoliazione: in quell'anno la città era cinta d'assedio delle truppe della coalizione fra Ducato di Milano, Impero spagnolo e Confederazione Elvetica. La città era difesa dal condottiero Renzo da Ceri; in una fase critica dell'assedio, con la popolazione allo stremo e le paghe per i soldati che languivano, Renzo da Ceri si impossessò dei beni del Monte di Pietà e di Santa Maria della Croce, facendo battere monete da 15 soldi dette petacchie con la sola immagine di San Marco su un lato.
Quanto all'attività di prestito, nei primi anni era gratuita, ma nel 1544 il Monte aveva ormai un notevole patrimonio immobiliare; tuttavia le rendite erano assai esigue anche per la necessità di provvedere ai lasciti testamentari dei benefattori. Per questo motivo si iniziò a introdurre tassi di interesse nulli per piccole somme e progressivi per tutti gli altri beni. Questione sulla quale qualche decennio dopo intervenne il vescovo di Piacenza ancora competente sulla città – giusto pochi mesi prima l'istituzione della diocesi di Crema – che accusava gli amministratori di lucrare con l'applicazione dei tassi di interesse, contravvenendo ai principi ispiratori dei fondatori. Il prelato si rivolse direttamente a papa Gregorio XIII il quale, tuttavia, assolse di ogni accusa i responsabili dell'istituzione cremasca. Accusa, peraltro, rivolta anche ad altri Monti di Pietà per cui lo stesso papa il 1º maggio 1581 interveniva, legittimando l'applicazione di tassi equi, che servivano per pagare gli stipendi degli addetti, preservare il patrimonio e pagare le spese di pignoramento.

### XVII secolo
Nel XVII secolo Il Monte di Pietà di Crema divenne proprietario della chiesa e del piccolo monastero di San Marino. Dopo la soppressione dell'ordine degli umiliati avvenuta nel 1571 i possedimenti furono trasformati in beneficio semplice del quale ne fu investito monsignor Gerolamo dei Conti Pozzi e di Porciglia. Alla sua morte gli succedette monsignor Agostino Morosini il quale nel 1621 cedette l'ex Casa degli umiliati e la chiesa agli osservanti di Sant'Agostino; i frati, a sua volta, rivendettero gli immobili al Monte di Pietà di Crema nel 1655. 
Giusto in quegli anni il vescovo Alberto Badoer premeva affinché fosse istituita una scuola pubblica superiore per giovani studenti volenterosi; i membri del Gran Consiglio accettarono a patto che non vi fossero spese da parte dell'ente pubblico; cosicché come da delibera vennero istituite due scuole di grammatica e di humanità a spese del Monte di Pietà di Crema che doveva provvedervi anche per lo stipendio degli insegnanti, individuando l'ex Casa di San Marino quale sede. Dopo un avvio incerto con docenti laici furono chiamati i chierici regolari di San Paolo comunemente detti barnabiti che si dedicarono all'insegnamento con successo.
Se il papa aveva permesso nel 1581 ai Monti di Pietà di elargire le "eccedenze" in beneficenza a discrezione del Consiglio, nel 1644 gli ispettori veneziani apportarono d'ufficio le modifiche del regolamento, stabilendo che gli avanzi annuali di bilancio dovevano essere elargiti esclusivamente a cinque pii luoghi: le Cappuccine, le Convertite, il Conservatorio delle Zitelle, i Mendicanti e l'Ospedale degli Esposti.
Altri provvedimenti furono imposti al Monte nella seconda metà del XVII secolo: nel 1669 si stabilì che l'ente doveva donare 40 ducati ai carcerati.
Un ennesimo onere fu imposto nel 1679 per l'acquisto di una casa di proprietà di Camillo Zurla per ricavarvi un carcere più dignitoso dei camerotti esistenti. L'operazione costò al Monte 7 mila lire e fu pressoché una perdita: per quanto era permesso all'istituzione di chiedere una retta di 4 soldi giornalieri per il vitto ai carcerati ben pochi se li potevano permettere. Per i nobili e i possidenti condannati per qualche reato, infatti, vi erano, in alternativa, le confortevoli carceri del castello di Porta Serio.
Nel 1681 vennero aggiunte tra le beneficiarie delle donazioni le Madri terziarie e nel 1699 l'Ospedale degli infermi.

### XVIII secolo

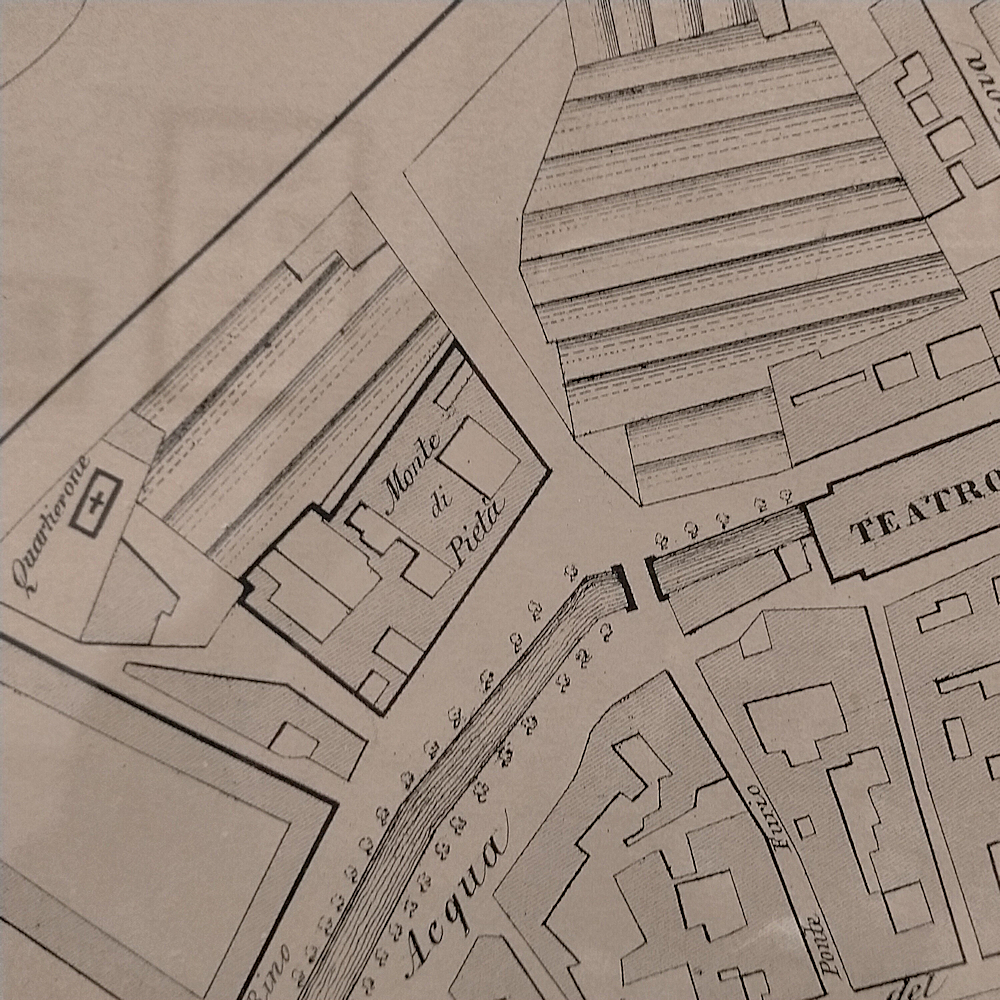
L'area del palazzo del Monte di Pietà dalla "Pianta della Regia Città di Crema" di Carlo Donati, 1857 circa

Ancora imposizioni: nel 1722 fu il Senato veneto a obbligare il Monte a versare una quota da destinare a un fondo da utilizzarsi in caso di emergenze sanitarie e che durò fino al 1790. Ma in quei primi anni del secolo sono documentati versamenti per l'abbellimento della cattedrale e altre opere di culto; e anche il Comune ne fu destinatario per riparare i danni subiti dal territorio per gli scontri tra i franco-spagnoli e gli imperiali di Eugenio di Savoia, i quali, pur essendo Venezia neutrale, interessarono anche il cremasco.
Sono documentati un prestito di 5 mila ducati diretto alla Repubblica di Venezia nel 1734 e un'erogazione al Comune di Crema per sistemare le strade nel 1793.
Poiché l'accollo delle spese della scuola di San Marino era ormai divenuto oneroso chiesa e conventino di San Marino furono donati ai padri barnabiti nel 1744, disponendo un'erogazione annuale ai religiosi di 4.700 lire e con la clausola che il complesso venisse restituito qualora i religiosi avessero abbandonato Crema.
La Legge del Senato veneto del 1767 introduceva il nuovo regolamento da applicarsi ai Monti di Pietà: la principale novità era la nomina di cinque soggetti tra li più autorevoli ed accreditati, col nome di Soprintendenti alle Cause Pie di questa città con il compito di controllare la conduzione dell'ente e le modalità di gestione del denaro; la carica durava tre anni e i membri eletti non erano rieleggibili per i tre anni successivi. Lo stesso provvedimento introduceva la figura di un avvocato per i rapporti legali e giuridici (1.200 lire di compenso annuo), un cancelliere a tempo pieno, nominato dal Gran Consiglio cittadino dietro versamento di una cauzione di 200 ducati e 900 lire di compenso annuo; infine, un guardiano (famulo) con compiti di custodia e collegamento fra i vari enti che si spartivano proporzionalmente il compenso di 570 ducati annui. Il podestà-capitano Daniele Balbi nominò quali primi Soprintendenti Luigi Benzoni, il marchese Benedetto Obizzi, il marchese Luigi Zurla, Faustino Griffoni di Sant'Angelo (co-soprintendente) e Carlo Premoli (co-soprintendente).

### XIX secolo
Con l'instaurarsi della Repubblica Cisalpina nel 1800 fu imposto al Comune di Crema la corresponsione di 83 mila lire milanesi pena l'occupazione militare dei "municipalisti"; ma non avendo l'ente pubblico nelle casse una simile somma ancora una volta si prelevò d'ufficio dalle casse del Monte di Pietà quanto mancava, oltre che a quelle dell'Ospedale.

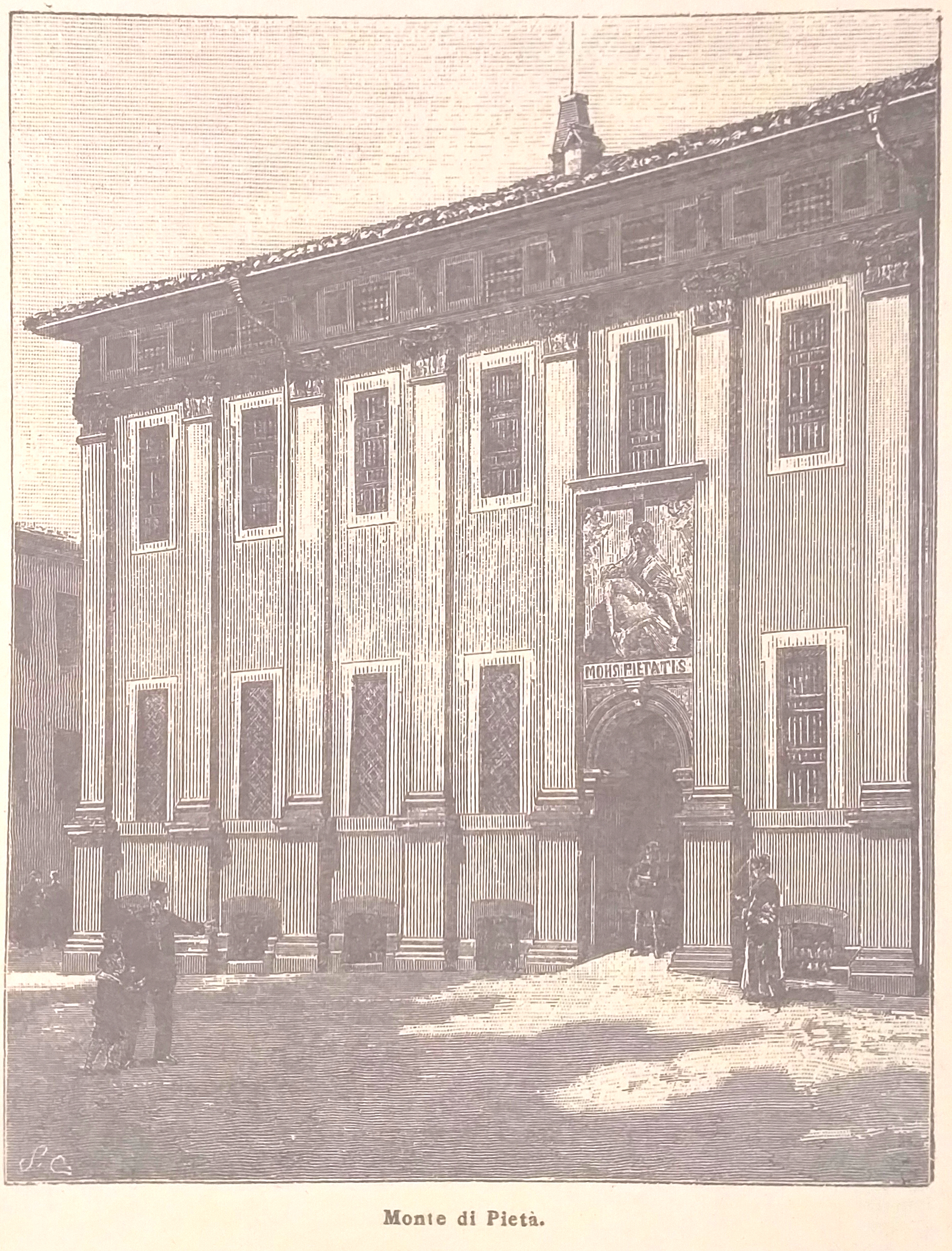
Il palazzo alla fine del XIX secolo

Lo statuto fu soppresso dalla Repubblica Cisalpina nel 1809 e le autorità stabilirono d'ufficio che gli avanzi di gestione, dedotta una quota del 40 percento, venissero devoluti alla Casa di Ricovero. Due anni dopo fu soppresso il Collegio dei deputati che amministrava l'ente fin dalla sua fondazione e i beni trasferiti alla Congregazione di Carità. Passarono ancora alcuni anni e vi fu un nuovo cambio: l'Impero austriaco restituiva la piena autonomia al Monte.
Il complesso di San Marino e la nuova scuola che nel frattempo avevano costruito i padri barnabiti (l'attuale scuola secondaria di primo grado dedicata a Giovanni Vailati) ritornarono all'istituzione nel 1810 quando a seguito delle soppressioni religiose attuate dai francesi i religiosi furono allontanati. La scuola fu concessa in uso gratuito al Comune, versando la somma di 4 mila lire per gli onorari agli insegnanti. Poco dopo la metà del secolo, precisamente nel 1857, fu firmata una convenzione con il Comune per l'uso perpetuo dell'edificio scolastico.
Successivamente furono autorizzate le autorità religiose e civili della parrocchia di San Benedetto a utilizzarne i locali del conventino le quali, dopo alcuni anni, ritenendosi pressoché "proprietari" innescarono una serie di periodici e complessi contenziosi.
Risale al 1859 l'introduzione di un nuovo regolamento che, tra le principali novità, allargava le tipologie di beni ammessi al pegno.
Il nuovo Regno d'Italia introduceva nel 1862 una legge statale che operava una separazione dei mezzi finanziari derivati da lasciti e donazioni da quelli provenienti dalle attività di pegno; cosicché l'amministrazione dovette adeguarsi, introducendo il nuovo statuto nel 1873.
Nel 1879, di fronte alla richiesta del Comune di Crema di acquisire chiesa e convento di San Marino per demolirli e ricavarne una piazza, il Monte accettò; si pervenne a un accordo tra Monte di Pietà e Istituti ospedalieri (amministratori dell'Ospedale degli Esposti) per ampliare la chiesa di Santa Maria Stella con le 2 mila lire ricavate dalla vendita di San Marino che fu assegnata alla parrocchia di San Benedetto quale sorta di compensazione per la chiesa perduta nel territorio di competenza.
Una nuova riforma statale del 1883 introduceva tre ambiti nei quali collocare le istituzioni: ospedaliero, educativo ed elemosiniere. Venne pertanto soppresso il Consiglio d'amministrazione del Monte di Pietà; veniva fondata la Congregazione di Carità che riunì l'Opera Pia Verdelli, la Casa dei Poveri e il Monte di Pietà, per l'appunto: i nuovi vertici si liberarono tra il 1884 e il 1885 dei legati passivi derivati dalle eredità e dai titoli di debito pubblico.

### XX secolo
La nascita delle banche popolari, delle casse di risparmio e delle società di mutuo soccorso accrebbero dal 1890 una serie di criticità che avevano cominciato a manifestarsi già prima a causa delle nuove leggi e degli interventi statutari che avevano determinato difficoltà alla continuità della gestione finanziaria.
Per questi motivi a partire dal 1903 si tentò in più di un'occasione a richiedere l'autorizzazione per avviare l'esercizio di credito, praticamente l'istituzione di uno sportello bancario, ma la proposta fu sempre negata da più enti, spesso anche con motivazioni contraddittorie. Nel 1920 giunse al termine una trattativa con il Monte di Pietà di Cremona, regolarmente autorizzato all'esercizio di credito, ad aprire una sorta di filiale cremasca a patto che il 50 per cento degli utili di questo sportello fossero destinati a Crema; l'operazione ebbe scarso riscontro, pertanto, non producendo utili l'agenzia fu chiusa nel 1926 e i pochissimi correntisti furono assorbiti dalla Cassa di Risparmio mentre le perdite furono accollate dalla Congregazione di Carità.
Sempre nel corso del 1926 fu modificato lo statuto con il fine di trasformarsi in banca, ma di nuovo giunse il rifiuto dagli enti della capitale. Con il patrimonio immobiliare che si stava sempre più svalutando e con il beneplacito delle amministrazioni comunale e provinciale e del Ministero dell'interno, gli amministratori decisero nel 1928 di sopprimere l'ente e devolvere quanto rimaneva alla Casa di Ricovero; intervenne in questa fase il Ministero dell'Agricoltura che fermò l'iter e ordinò nel 1929 a riprendere l'attività di pegno. Non si evince, tuttavia, quali competenze avesse questo ministero che, a ogni modo, suggeriva anche le modalità di funzionamento dello sportello e l'applicazione dei nuovi tassi di interesse. Fu necessario, pertanto, modificare di nuovo lo statuto e l'attività riprese nel 1934.
Risale al 1939 la dislocazione in sei stanze superiori della biblioteca comunale: vi rimase in questa sede fino al 1958, anno in cui fu trasferita nell'ex convento di Sant'Agostino.
Una importante novità fu la legge n. 745 del 1º maggio 1938 che trasformava i Monti di Pietà in istituzioni giuridiche di credito su pegno. La stessa legge, inoltre, sopprimeva i Monti inattivi o con bilanci in passivo da tre anni: così, con decreto del 22 aprile 1941 fu soppresso il Monte di Pietà di Soncino il cui patrimonio fu trasferito a Crema ai sensi del Regio decreto 3 febbraio 1941, n. 75:
L'acquisizione dei beni patrimoniali di Soncino fu un tornaconto di breve durata: la crisi economica e sociale conseguente all'evolversi della seconda guerra mondiale determinò, in effetti, un incremento da parte della popolazione al ricorso del prestito su pegno, ma i beni impegnati sempre più frequentemente non venivano riscattati e le aste trovavano solo pochissimi acquirenti. Né la situazione migliorò nel dopoguerra: dopo una breve sospensione nel 1945 il Monte di Credito su Pegno riprese faticosamente l'attività grazie ad alcuni benefattori, all'ECA (Ente Comunale di Assistenza) alla Banca Popolare di Crema e alla Cassa di Risparmio, ma le aste andarono spesso deserte o soggette a speculatori che tendevano al ribasso e il Monte non riusciva a recuperare interessi e capitale.
Il boom economico degli anni sessanta, poi, comportò una sempre minore fruizione al ricorso del pegno, limitata per lo più a persone sole o disoccupate o anziani con gravi problemi di sopravvivenza, un lento declino che si protrasse fino agli anni ottanta.
Si giunse così al 1989 quando, prendendo atto che erano ormai terminate le funzioni dell'ente, gli amministratori del Monte decretarono l'avvio per l'incorporazione nella Banca del Monte di Lombardia:.
di Crema, con sede in Crema e dei Monti riuniti di credito su pegno di Brescia, con sede in Brescia, nella Banca del Monte di Lombardia, con sede in Milano, disposta con il decreto presidenziale in data 17 gennaio 1991, avrà effetto a partire dalla data del 1º gennaio 1991.»
Quanto allo storico edificio, dopo un tentativo di rivenderlo al Comune di Crema, che rinunciò alla trattativa, questo fu acquistato da una società privata che dopo un generale restauro lo destinò alla sede di uffici e attività finanziarie.

### Benefattori
Nel corso dei secoli molti furono i benefattori che incrementarono il patrimonio con donazioni e lasciti. Eccone alcuni:
- 1499: Antonio Da Monte, detto Mora, nominò suo erede l'Ospedale degli Infermi, legando 300 ducati al Monte di Pietà[56].
- 1502: Bernardino Benvenuti, nominò il Monte suo erede universale, obbligandolo a dispensare ogni anno quattro doti ad altrettante giovani e oneste fanciulle[57].
- 1524: nobile Luigi Verdelli, la sua eredità doveva servire a costituire doti da 50 lire a favore di giovani nubili[58].
- 1549: Michele Cerri, artigiano e membro del Gran Consiglio, nominò il Monte suo erede universale[59][18].
- 1576: Emilia Zurla, vedova del marchese Scipione Piacentini, donò in eredità metà delle sostanze (l'altra metà fu ereditata dall'Ospedale degli infermi) con il legato di maritare sette fanciulle povere, donando loro 25 ducati per la loro dote[60].
- 1619: Francesco Coldaroli De Musinappi, nominò il Monte suo erede con il legato di una messa quotidiana[61].
- 1883; Giuseppe Mandricardi, nominò il Monte suo erede con l'obbligo di un legato a favore dell'Ospedale degli infermi[62].

### Dedicazioni urbane

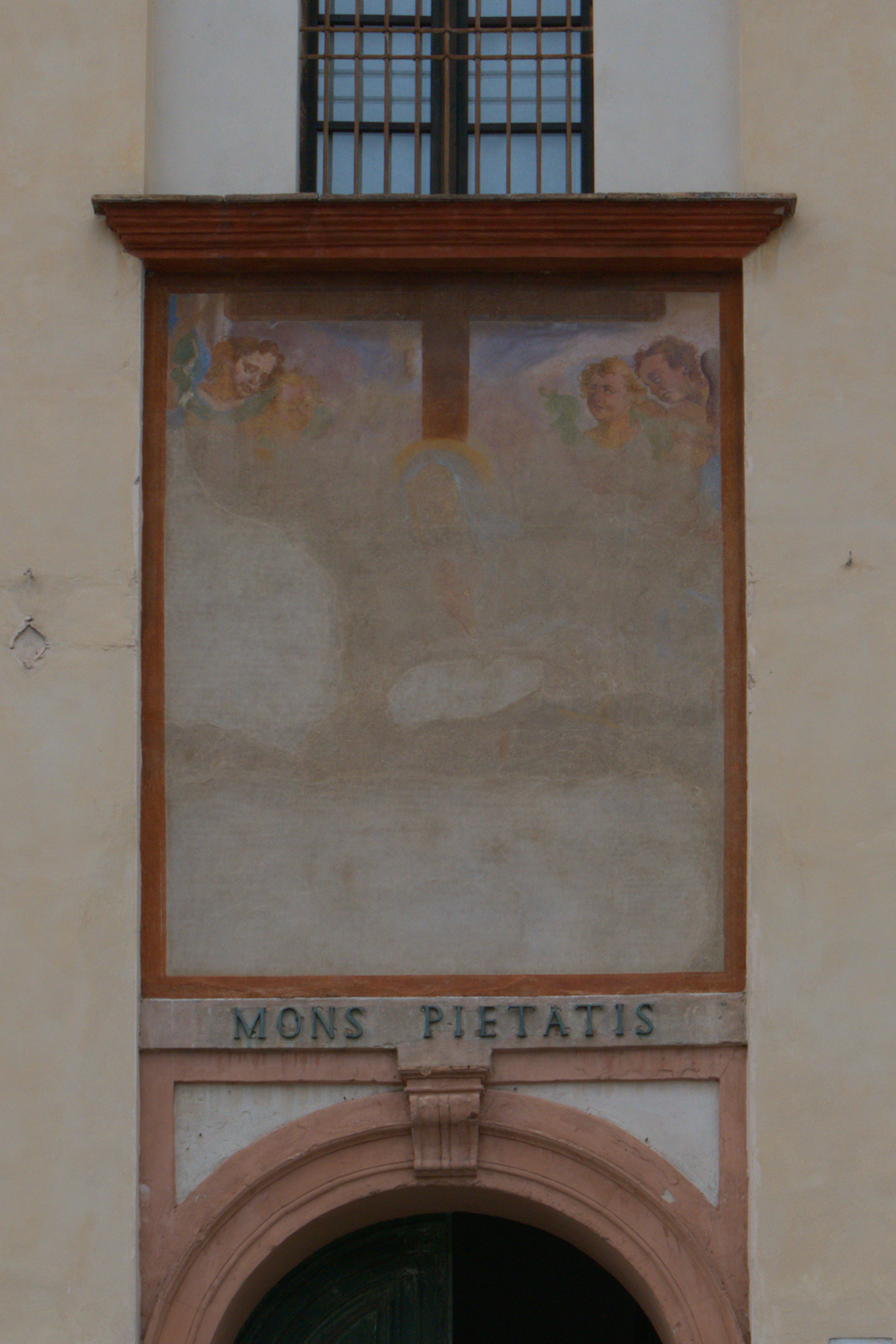
Particolare di quanto rimane dell'affresco, sopra il portale d'ingresso

Il palazzo sorse in una zona solo da pochi decenni inglobata nella Mura venete di Crema, oltre la roggia Crema – tombinata nel 1952 per costruirvi il mercato coperto – lungo una strada denominata Contrada di là dell'acqua,  Contrada dietro l'acqua, Strada dietro l'acqua, Viale all'acqua. Con una delibera del Consiglio comunale del 1871 il nome fu mutato in Via Monte di Pietà, prendendo spunto dal palazzo dei pegni. Nuovo cambio di nome avvenne nel 1941, quando il podestà intitolò la via a Italo Balbo; al termine della guerra tornò la dedicazione al Monte di Pietà fino alla decisione di intitolare la strada a Giuseppe Verdi nel 1951, cinquantesimo anniversario dalla scomparsa del compositore. Contestualmente fu ridenominata Via Monte di Pietà l'arteria parallela al lato orientale dell'edificio, fino a quell'anno considerata semplicemente il prolungamento di via Ponte Furio.

## Caratteristiche
Il palazzo ha una facciata assai sviluppata in altezza e divisa da nove paraste di ordine ionico che poggiano su alti basamenti. Tra i pilastri si aprono due ordini di finestre protette da inferiate in ferro battuto con la sola differenza, al piano terra, del portale d'ingresso profilato in cotto sovrastato dalla scritta MONS PIETATIS e una specchiatura con tracce di un affresco che raffigurava La Pietà. 
Le paraste culminano con capitelli in cotto di stile corinzio che sorreggono una cornice marcapiano con mensole e all'interno del quale si aprono finestre rettangolari in linea con le aperture inferiori.